# Havi Szemle
A Havi Szemle a Romániai Magyar Népközösség szépirodalmi és közművelődési folyóirata Aradon. 1943 júniusa és 1944 augusztusa között 15 száma jelent meg. Felelős szerkesztője Molnár Árpád, a szerkesztőbizottság tagjai  Olosz Lajos, Vita Zsigmond és Fischer Aladár, utóbbi halála után, 1944-ben Fodor József.

## Története
Elbeszéléseket, verseket, irodalmi, társadalmi és művészeti cikkeket, tanulmányokat, kritikákat közölt. A háború és a soviniszta uszítások idejében a fasisztaellenes összefogás gondolatával gyűjtötte egy táborba a faji megkülönböztetések és a háborús gyűlölködések ellen küzdő romániai magyar írókat.
Számon tartotta a romániai magyar irodalmi és művészeti élet eseményeit, megemlékezett a dél-erdélyi magyar művészek brassói kiállításáról, a hazai és külföldi irodalom fontosabb eseményeiről, kiadványairól, különszámot szentelt Ady halála 25. évfordulójának, foglalkozott műemlékeinkkel, irodalmunk múltjával és pedagógiai kérdésekkel, értékelte az úttörő szellemű realista – a munkásság és a népi élet felé forduló – művészeket, így Gallas Nándor, Dési Huber István, Kodály Zoltán munkásságát, s cikksorozatot közölt Kiss Béla tollából a hétfalusi csángó magyarok építőművészetéről.
A lap állandó munkatársai: Abafáy Gusztáv, Blédy Géza, Fischer Aladár, Hajós Imre, Horváth Jenő, Kabós Éva, Kacsó Sándor, Kakassy Endre, idősb Kubán Endre, Ifjabb Kubán Endre, Kiss Béla, Méliusz József, Musnai László, Nikodémusz Károly, Olosz Lajos, Rass Károly, Sárközi Gerő, Serestély Béla, Szemlér Ferenc, Tatrangi Pál András, Wass Albert, Vita Zsigmond. A II. évfolyam a magyarországi népi írók verseit is közölte, s foglalkozott a népi írók mozgalmával.